# Judith Tanori Córdova
Judith Celina Tanori Córdova (23 de noviembre de 1963) es una química, académica, investigadora y política mexicana. Como miembro del partido Movimiento Regeneración Nacional (Morena), fue diputada federal para el periodo de 2021 a 2024.

## Biografía
Es ingeniera química egresada de la Universidad de Sonora, maestra en ingeniería química por el Instituto Politécnico Nacional y doctora en Química por la Universidad Pierre y Marie Curie de París, Francia. 
Es docente investigadora de tiempo completo de la Universidad de Sonora, coautora de treinta y siete artículos científicos internacionales, seis capítulos de libro y dos patentes; así como responsable en nueve proyectos de investigación y estancias de trabajo en el Centro de Energía Atómica en Saclay, Francia y en el Laboratorio de Investigación en Materiales en la Universidad de California en Santa Bárbara.
De 2002 a 2005 fue coordinadora de los programas de posgrado en ciencia de materiales de la división de Ingeniería de la Unidad Regional Centro de la Universidad de Sonora.
Paralelamente a sus actividades académicas, ha sido simpatizante y participante de movimientos políticos de izquierda en Sonora, ocupando cargos como representante de casilla y capacitadora de representantes de casilla tanto en el Partido de la Revolución Democrática (PRD) como en Morena. De 2019 a 2021 fue participante del círculo de estudio Mariposas (Mirabal) de la red nacional de círculos de estudio del Instituto Nacional de Formación Política de Morena.
En 2021 fue elegida diputada federal suplente por el Distrito 5 de Sonora a la LXV Legislatura, siendo diputada propietaria Wendy Briceño Zuloaga —quien fue reelegida al cargo, tras haberlo desempeñado en la legislatura anterior—. Briceño solicitó y recibió licencia al cargo el 12 de septiembre de 2021 para ser secretaria de Desarrollo Social en el gobierno de Alfonso Durazo Montaño en Sonora, y al día siguiente Tanori tomó protesta como diputada. En la Cámara de Diputados ocupó los cargos de secretaria de la comisión de Energía; e integrante de las comisiones de Ciencia, Tecnología e Innovación; y, de Igualdad de Género.